# شیرمردان
شیرمردان روستایی از توابع شهرستان سرآب در استان آذربایجان شرقی است. جمعیت این روستا حدودا ۳۰ خانوار است.